# Falsterbo skjutfält
Falsterbo skjutfält este o arie protejată (arie specială de conservare — SAC, sit de importanță comunitară — SCI) din Suedia întinsă pe o suprafață de 66,4 ha, integral pe uscat.

## Localizare
Centrul sitului Falsterbo skjutfält este situat la coordonatele 55°23′42″N 12°52′20″E / 55.3951°N 12.8722°E.

## Înființare
Situl Falsterbo skjutfält a fost declarat sit de importanță comunitară în ianuarie 1998 pentru a proteja un număr necunoscut de specii din flora spontană și fauna sălbatică aflate în arealul zonei. Situl a fost protejat și ca arie specială de conservare în martie 2011.

## Biodiversitate
Situată în ecoregiunile continentală și marină baltică, aria protejată conține 13 habitate naturale: Depresiuni intradunale umede, Dune mobile cu vegetație embrionară, Dune mobile de-a lungul țărmului cu Ammophila arenaria („dune albe”), Bancuri de nisip acoperite în permanență slab de apă marină, Dune cu Salix repens ssp. argentea (Salicion arenariae), Pășuni atlantice udate de apa mării (Glauco-Puccinellietalia maritimae), Pajiști umede nord-atlantice cu Erica tetralix, Dune de coastă fixe cu vegetație erbacee („dune gri”), Lagune de coastă, Dune împădurite din regiunile atlantică, continentală și boreală, Formațiuni ierboase bogate în specii de Nardus, dezvoltate pe substraturi silicioase în zone montane (și în zone submontane, în Europa continentală), Dune fixe decalcificate cu Empetrum nigrum, Pajiști fino-scandinave uscate până la mezice, bogate în specii de altitudine mică.
La baza desemnării sitului se află un număr nedeclarat de specii protejate.
Pe lângă speciile protejate, pe teritoriul sitului au mai fost identificate 2 specii de amfibieni.